# Przepływ dozwolony
Przepływ dozwolony – przepływ rzeki poniżej budowli piętrzącej, który nie powoduje szkód powodziowych na terenach poniżej tej budowli. Jest podawany w m3/s, l/s, dm3/s.